# Rho Andromedae
Rho Andromedae (27 Andromedae) é uma estrela na direção da constelação de Andromeda. Possui uma ascensão reta de 00h 21m 07.23s e uma declinação de +37° 58′ 07.3″. Sua magnitude aparente é igual a 5.16. Considerando sua distância de 160 anos-luz em relação à Terra, sua magnitude absoluta é igual a 1.71. Pertence à classe espectral F5III.